# وغمي (كبغيان)
وغمي (بالفارسية: وغمی) هي قرية تقع في إيران في قسم كبغيان الريفي. يقدر عدد سكانها بـ 237 نسمة بحسب إحصاء 2016.